# Camp de concentration de Dautmergen
Le camp de concentration de Dautmergen, est un camp satellite du camp de concentration de Natzweiler-Struthof (en tant que camp principal administratif). Il est situé entre Dautmergen et Schömberg dans l'actuel district de Zollernalb et est le plus grand des sept camps de concentration de la Unternehmen_Wüste (de).
Les conditions de détention sont dures, des meurtres sont commis envers les prisonniers.

## Histoire

### Début
Le ministère de l'Armement planifie l'extraction de combustible de guerre d'Argiles à Posidonies car l'avancée de l'Armée rouge entraîne d'importantes pertes dans les régions pétrolières d'Estonie et de Roumanie,.

### création et fonctionnement du camp

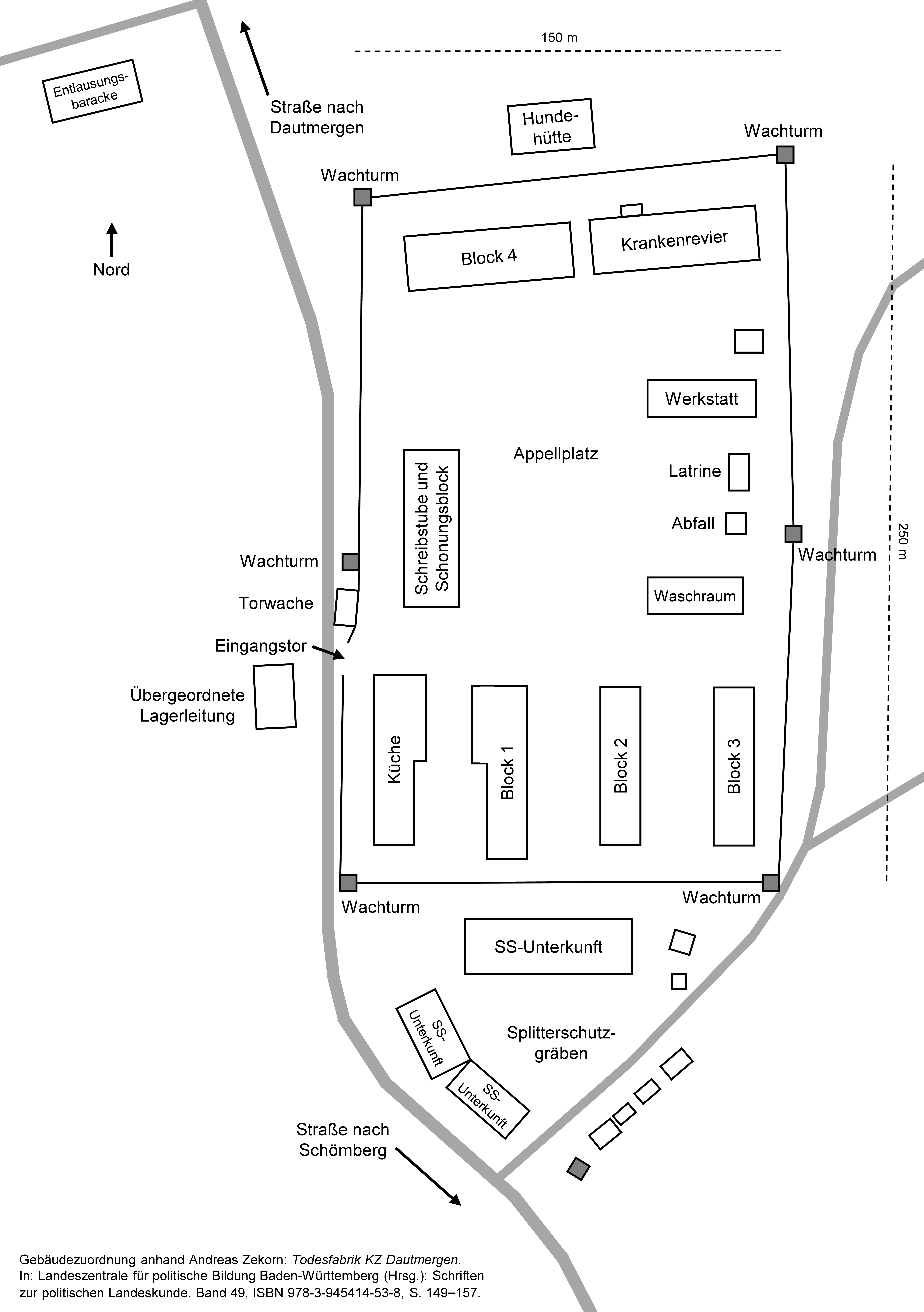
Plan du camp de concentration de Dautmergen

Lorsque les premiers prisonniers d'Auschwitz et de Dachau sont amenés à Dautmergen entre le mois d'août et de septembre 1944, seules des tentes sont montées, il n'y a pas d'accès à l'eau courante dans le camp. Lorsqu'il pleut, le pré sur lequel est installé le camp devient boueux, entraînant parfois des accidents.
Peu après plusieurs écuries sont construites dans lesquelles 300 à 600 prisonniers devaient vivre. Une infirmerie, un bloc de repos, une cuisine, des toilettes, un atelier et un bureau sont également aménagés autour de l'Appellplatz jusqu'à la dissolution du camp. Les casernes de la Schutzstaffel situées à la limite sud du camp de concentration. Plusieurs tours de guet sont placées à la clôture du camp.

### Dissolution du camp
Dès février 1945, en raison de l'approche des Alliés, le transport des prisonniers dans des wagons vers Dachau commence. Le froid fait beaucoup de victime durant le transport Les 500 prisonniers restés sur place sont arrêtés les 17 et 18 avril 1945 puis sont envoyés sur les marches de la mort vers Dachau ou Tyrol et surtout le 23. Certains prisonniers malades, faibles ou cachés sont restés sur place et ont été libérés par les Français.
Josef Seuß est condamné à mort par le tribunal militaire de Dachau, six membres des SS et deux fonctionnaires prisonniers sont condamnés à mort.